# Château de Sermaise
Le château de Sermaise, aussi orthographié de Sermaize, est une demeure située à Bois-le-Roi (Seine-et-Marne), en France.

## Situation et accès
L’édifice est situé au no 10 de la rue de l'Île-Saint-Pierre, longé par la rue Demeufve, au nord-est de Bois-le-Roi. Plus largement, il se trouve dans le département de Seine-et-Marne, en région Île-de-France.

## Histoire

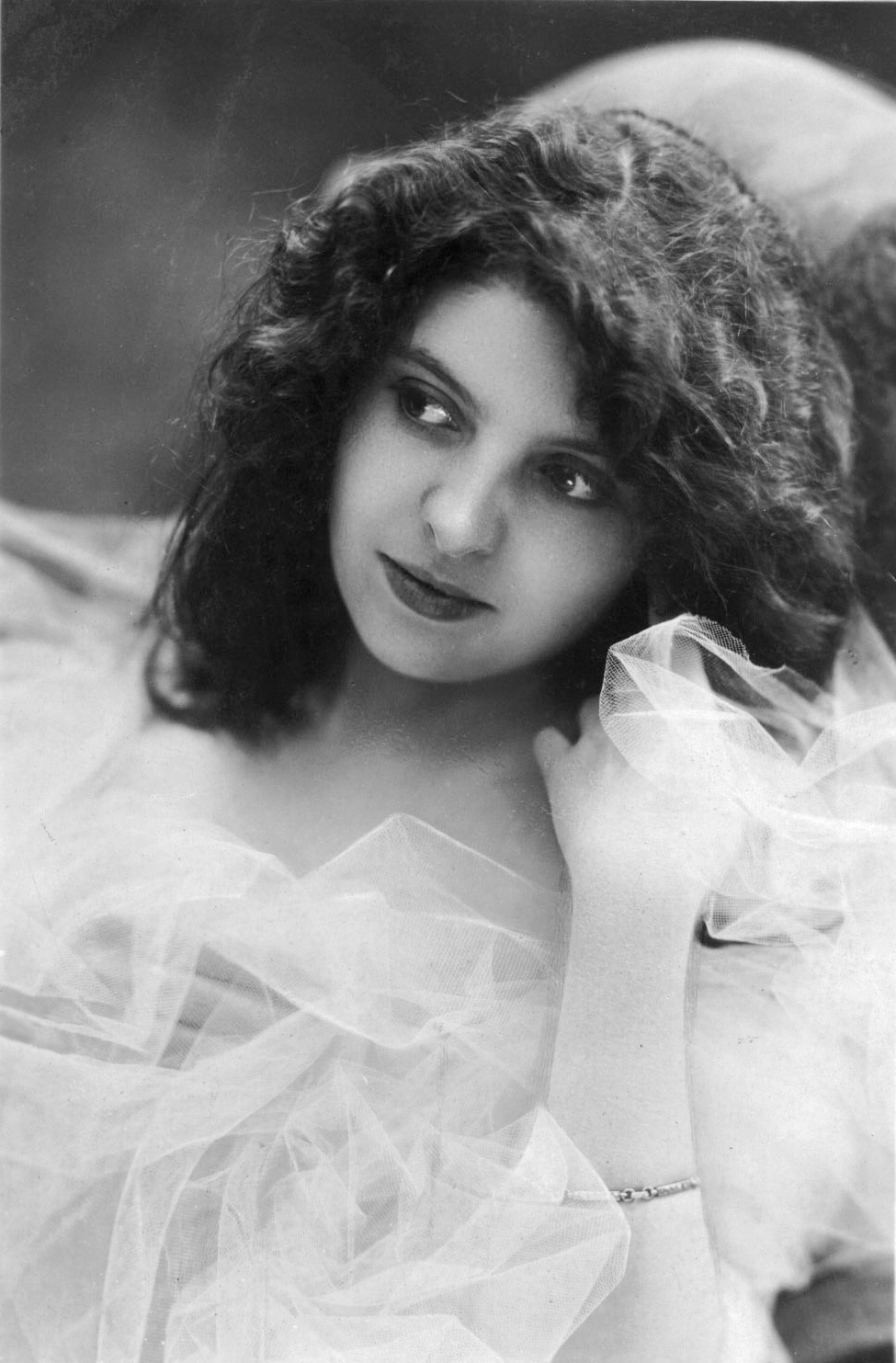
Portrait photographique d'Ellen Baxone.

Sermaise (ou Sermaize) est autrefois un hameau dépendant de Bois-le-Roi où Charles VI a chassé le sanglier en décembre 1390 et en décembre 1392. La dénommée Rodier vient dans cette propriété durant les étés, avec sa famille, avant qu'elle ne décède d'une longue maladie au printemps 1890 à Paris,. En 1889, Marie Biard, dite Étincelle, décrit la propriété comme étant « dans un nid de roses ».
Le château devient par la suite la propriété du dénommé Bavier-Chauffour, beau-frère de l'homme d'État Jules Ferry et accueille de nombreuses personnes. Dans les années 1910, le château appartient à l'artiste Ellen Baxone,,. Deux chiens appartenant à cette dernière produisent par ailleurs de nombreux dégâts à Bois-le-Roi en tuant des dizaines d'animaux dont des poules et des lapins : dans la nuit du 24 au 25 avril 1915, le dénommé Varly qui les surprend dans sa propriété, sort son fusil et tue l'un, le second ayant pu s'échapper. Au XXIe siècle, la propriété est utilisée comme salle de réception pouvant accueillir 150 personnes assises ou 300 personnes debout.

## Structure
Comme l'indique l'office de tourisme de Fontainebleau, les « salles de réception se composent d'une suite de 5 salons en rez-de-chaussée avec des communications larges ».